# Norellisoma striolatum
Norellisoma striolatum är en tvåvingeart som först beskrevs av Johann Wilhelm Meigen 1826.  Norellisoma striolatum ingår i släktet Norellisoma och familjen kolvflugor. Arten är reproducerande i Sverige. Inga underarter finns listade i Catalogue of Life.